# 董永安
董永安（1956年6月—），男，陕西西安人，中华人民共和国政治人物。西安交通大学气体动力工程专业毕业，江苏理工大学工程硕士，高级工程师。

## 生平
1984年10月加入中国共产党。曾任中国一拖集团有限责任公司总经理、董事长；中共安阳市委副书记、代市长、市长；河南省交通厅厅长、交通运输厅厅长等职。第十一届全国人大代表。2010年12月25日因涉嫌违纪问题被双规。2012年11月29日，董永安因犯受贿罪，被河南许昌市中级人民法院一审判处无期徒刑，剥夺政治权利终身，并处没收个人全部财产。